# 希法乎尤
希法乎尤（達悟語：Si-vahoyo，vaoyo），是台灣達悟族傳說中的人魚，雖然長相畸形，但擁有強大的力量。

## 外表
希法乎尤天生半人半魚，上半身是人、下半身是鮪魚（Vaoyo）的樣子，因此被家人取名為希法乎尤。

## 生平
希法乎尤生在朗島部落，他上面有兩個哥哥，原本家人看到他詭異的樣子時想要把他殺掉，但祖父因為不想讓家族蒙上殺人罵名而阻止他們。後來希法乎尤長大後，逐漸展現出自己強大的力量，他力大無窮，不僅打架的時候都會打贏，成為一個強大的戰士、在無意間撞破家裡的石牆時，還可以快速修復起來、同時他也利用自己強大的力量當家裡整理田地，父親和哥哥們連一塊田都還沒整理完，他就整理好了四塊，給家族帶來豐收，而且他也善於捕魚，每次出海捕魚都會滿載而歸。
後來他到了該結婚的年紀後，父母給他找了一個野銀部落的少女當妻子，妻家的人聽說他是半人半魚的怪物，都很不想答應，但迫於希法乎尤家族的富有和盛名，他們還是勉強答應，並且告訴女兒如果真的不喜歡就逃回家。然而，在回程的路上，希法乎尤突然感到頭暈而睡著，天神這時將他的下半身變成人形，成為一個英俊的男子，妻子和家人們都相當喜歡他，兩人就這樣結婚了。
其他版本
另有版本認為希法乎尤的妻子一開始其實對丈夫的身分不知情，直到在夫家好幾天都沒見到他後質問婆婆才得知，原本妻子是打算直接回家，但希法乎尤在誠心請求天神的幫助下變成英俊的人形男子，妻子才終於願意跟他生活，後來兩人生了一子一女，姊姊有一天在照顧弟弟時偷偷跑出去玩，回來後弟弟已經受到父親的遺傳影響而長成了一個英俊的青年；另外，東清部落也有類似的半人魚傳說，名字叫喜米拉，他的母親才是從朗島部落嫁過去的，而他跟妻子的孩子叫做希那卡斯，雖然喜米拉跟妻子在希那卡斯三歲時就死了，但他們的靈魂還是一直保護著兒子直到他成年。